# Mort Sahl
Pour les articles homonymes, voir Sahl.
Mortimer Lyon Sahl ou Morton Lyon Sahl est un acteur américain né le 11 mai 1927 à Montréal (Québec) et mort le 26 octobre 2021 à Mill Valley (Californie).

## Biographie

### Vie privée
Sahl s'est marié quatre fois. Chacun de ses mariages s'est terminé par un divorce.
Son fils unique, Mort Sahl Jr., est décédé en 1996 à l'âge de 19 ans.

## Filmographie
- 1958 : Le Temps de la peur (In Love and War) : Danny Krieger
- 1960 : Les Marines attaquent (en) (All the Young Men) de Hall Bartlett : Cpl. Crane
- 1963 : Johnny Cool de William Asher : Ben Morrow
- 1967 : Quatre Fiancés pour un mari (Doctor, You've Got to Be Kidding!) : Mr. Dan Ruskin
- 1967 : Comment réussir en amour sans se fatiguer? (Don't Make Waves) : Sam Lingonberry
- 1982 : Inside the Third Reich (TV) : Werner Finck
- 1984 : Nothing Lasts Forever (en) : l'oncle Mort
- 1987 : Jonathan Winters: On the Ledge (TV) : l'interviewer
- 1993 : A Stand Up Life (TV)
- 2013 : Max Rose de Daniel Noah : Jack Murphy